# Helena Dragaš

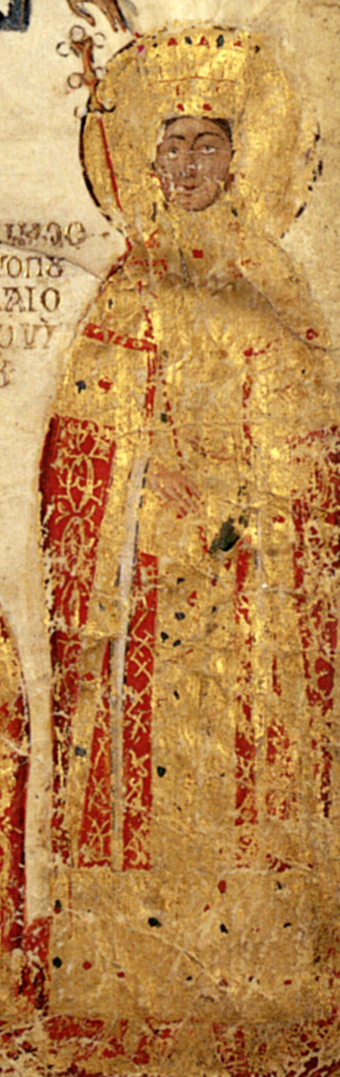
Miniatur, hergestellt zwischen 1403 und 1404, Detail der Basílissa Elena

Helena Dragases (serbisch Јелена Драгаш Jelena Dragaš; griechisch Ἑλένη Δραγάση * um 1372; † 23. Mai 1450 in Konstantinopel) war byzantinische Kaiserin und Frau von Manuel II.

## Leben
Helena war die Tochter von Konstantin Dragaš, Despot des Fürstentums von Welbaschd (heute Kjustendil) und seiner ersten, heute namentlich nicht bekannten Ehefrau.
Ihr Vater starb 1395 in der Schlacht von Rovine. Konstantin Dragaš wurde als Vasall des Sultans Bayezid I. im Kampf gegen die Truppen von Mircea I. getötet.
Helena heiratete am 10. Februar 1392 Kaiser Manuel II. Er starb am 21. Juli 1425. Helena überlebte ihn um fast 25 Jahre. Sie zog sich in ein Kloster zurück und nahm den monastischen Namen Hypomone („Geduld“) an. Sie starb am 23. Mai 1450 in Konstantinopel.

## Nachkommen
Helena und Manuel II. hatten mehrere Kinder:
- Konstantin Paleologos (* ? – 1400/05 im Kindesalter an Pest in Monemvasia);
- Johannes VIII. Palaiologos (1392; † 21. Oktober 1448), war der vorletzte byzantinische Kaiser von 1425 bis 1448;
- Andronikos Palaiologos (1400; † 4. März 1428), war Despot von Thessaloniki von 1408 bis 1423;
- ? Paleologos, Tochter (1394/98–an Lepra vor 1405);
- Theodor II. Palaiologos (* um 1396; † 26. Juni 1448 in Selymbria), war Despot über das Despotat Morea von 1407 bis 1443;
- Michael Paleologos (* ? – 1409/10);
- Konstantinos Palaiologos (* 9. Februar 1404; † 29. Mai 1453 in Konstantinopel), war der letzte byzantinische Kaiser von 1448 bis 1453;
- Demetrios Palaiologos (* 1407; † 1470 als Mönch David in Adrianopel), war Despot von Morea, de jure 1428–1460 und de facto 1436–1438 und 1451–1460, Herrscher von Lemnos 1423–1440, Herrscher von Mesembria 1440–1451 und Herrscher von Thasos 1460–1466; ⚭ Teodora Asanina († 1470), Tochter von Paul Asanes aus dem Haus Assen;
- Thomas Palaiologos  (* 1409/10 * 1409/10 in Konstantinopel; † 12. Mai 1465 in Rom); er war Despot von Morea von 1428 bis 1460  bzw. seit 1432 Fürst von Achaia;